# 倒數和發散
加性組合数学中，倒數和發散的正整數集
{\displaystyle S=\{s_{0},s_{1},s_{2},s_{3},\dots \}\subseteq \mathbb {N} }
是元素倒數的級數和發散的集合，即滿足
{\displaystyle {\frac {1}{s_{0}}}+{\frac {1}{s_{1}}}+{\frac {1}{s_{2}}}+{\frac {1}{s_{3}}}+\cdots =\infty .}
下文簡稱「大集」。與之相反，倒數和收斂的集合，元素倒數和有限，下文簡稱「小集」。
如此區分集合的大小，見於蒙茲-薩斯定理和埃尔德什等差数列猜想。

## 例
如無另外聲明，集合皆由正整數構成。
- 有限集必為小集。
- 全體正整數集{\displaystyle \{1,2,3,4,5,\dots \}}是大集。換言之，全體正整數的倒數和（稱為调和级数）發散。推而廣之，任何等差数列（即形如{\displaystyle \{a+nd:n\in \mathbb {Z} _{\geq 0}\}}的集合，其中{\displaystyle a,d}皆為正整數）皆是大集。
- 全體平方数的集合是小集（其倒數和為{\displaystyle \pi ^{2}/6}）。立方數、四次方數等亦然。更一般地，任何二次以上的正整數系數多項式取值的集合必為小集。
- {\displaystyle 2}的冪組成的集合{\displaystyle \{1,2,4,8,\ldots \}}是小集。對任何等比数列（即形如{\displaystyle \{ar^{n}:n\in \mathbb {Z} _{\geq 0}\}}的集合，其中{\displaystyle a,r}皆為正整數，且{\displaystyle r\geq 2}）也有同樣的結論。
- 质数集已證明為大集（見素数的倒数之和）。相反，孿生質數集已證明為小集（見布朗常數），不過仍未知是否有無窮多對孿生質數。
- 雖然質數集為大，質數真冪（即{\displaystyle p^{n}}，其中{\displaystyle n\geq 2}，{\displaystyle p}為質數）的集合為小。此性質常用於解析数论。一般地，完全{\displaystyle n}次方數的集合為小，甚至全體冪數（質因子皆高於一次的數）亦組成小集。
- 任意b進制下，不含某數字的數的集合也是小集。例如十進制中，不含數字7的數集{\displaystyle \{1,2,\dots ,5,6,8,9,\dots ,15,16,18,19,\dots ,65,66,68,69,80,81,\dots \}}是小集。此類集合的倒數和稱為肯普納級數。
- 若集合的上密度非零，則必為大。

## 性質
- 小集的子集仍是小集。
- 有限個小集之並仍為小，因為兩個收斂級數之和仍收斂。用集合論術語複述，即小集組成理想（英语：ideal (set theory)）。
- 任意小集的補集為大集。
- 蒙茲-薩斯定理（英语：Müntz–Szász theorem）斷言，集合{\displaystyle S=\{s_{1},s_{2},s_{3},\dots \}}為大，當且僅當由{\displaystyle \{1,x^{s_{1}},x^{s_{2}},x^{s_{3}},\dots \}}線性張成的多項式集，在閉區間的連續函數空間{\displaystyle C([a,b])}中稠密（關於一致範數（英语：uniform norm）拓撲）。此為斯通-魏爾施特拉斯定理的推廣。

## 未解問題
艾狄胥提出一個著名問題，問不含任意長度等差数列的集合，是否必為小集。他為此懸賞3000美元，高於自己其他猜想，還開玩笑稱賞金違反最低工資法。後來，懸賞升至5000美元。截至2021年，問題仍然未解。
一般地，給定某集合的定義，很難分辨該集合是大是小。仍有許多集合的倒數和未知是否收斂。